# Gisborne, Nya Zeeland
Gisborne (Māori: Tūranga-nui-a-Kiwa) är en stad i nordöstra Nya Zeeland, vid bukten Poverty Bay. Staden är huvudstad i regionen Gisborne. 
Bosättningen kallades ursprungligen Tūranga, men döptes 1870 till Gisborne efter dåvarande kolonialsekreteraren William Gisborne, i syfte att undvika sammanblandning med Tauranga.
Staden är också känd som The City of Rivers, då floderna Taruheru och Waimata möts och bildar den 1 200 meter långa Turanganuifloden i stadens centrum.